# Kinosternon alamosae
Kinosternon alamosae is een schildpad uit de familie modder- en muskusschildpadden (Kinosternidae).

## Naam en indeling
De wetenschappelijke naam van de soort werd voor het eerst voorgesteld door Berry en Legler in 1980. Er is nog geen Nederlandstalige naam voor deze schildpad. De soortaanduiding alamosae is afgeleid van Álamos, een stad in de Mexicaanse staat Sonora.

## Uiterlijke kenmerken
De mannetjes bereiken een rugschildlengte tot ongeveer 13,5 centimeter, vrouwtjes blijven met 12,5 cm iets kleiner. Het rugschild is lichtbruin tot groen van kleur. Het schild is enigszins koepelvormig en wat afgeplat aan de bovenzijde, een kiel ontbreekt. Het buikschild is geel van kleur met bruine naden en eveneens bruin gekleurde groeiringen. De plastronformule is als volgt: abd > an > gul > hum > fem > pect.
De nek is vrij kort, de kop is van een gemiddelde grootte en heeft en bruine kleur met gele lengtestrepen. De huid van de poten is grijsbruin aan de bovenzijde en meer geel aan de onderzijde. De zwemvliezen zijn zeer goed ontwikkeld. Aan de onderzijde van de keel zijn twee geel gekleurde baarddraden aanwezig.
Vrouwtjes hebben een kortere en wat abrupter eindigende staart dan de mannetjes. Mannetjes hebben een wat smaller lichaam. 

## Verspreiding en habitat
Kinosternon alamosae komt voor in delen van Noord-Amerika en leeft endemisch in Mexico. Hier leeft de schildpad in de vlaktes langs de Pacifische kust. De soort is aangetroffen op een hoogte van ongeveer 1000 meter boven zeeniveau. 
De habitat bestaat uit kleinere en tijdelijke wateren, grotere oppervlaktewateren zoals meren en grote rivieren worden vermeden. De schildpad leeft in sloten, greppels, veedrinkplaatsen en kleine stroompjes. Door kleinere watervolumes kan de temperatuur van het water hier oplopen tot meer dan 40 graden. 

## Levenswijze
Kinosternon alamosae is carnivoor en leeft van kikkers, de eieren en larven ervan, en ongewervelden. Het menu bestaat voor een deel uit plantaardig materiaal, meestal zaden. De soort staat bekend als erg schuw en zal zelfs niet bijten als het dier wordt opgepakt.   
De schildpad is alleen actief van juni tot september en schuilt de rest van het jaar voor de droogte. Het is hiermee een van de korst actieve soorten schildpadden. 
De vrouwtjes produceren tot negen nesten per seizoen, waarin drie tot vijf eieren worden afgezet. De eieren zijn vrij klein en zijn ongeveer 27 millimeter lang en 15 mm breed.

## Beschermingsstatus
Door de internationale natuurbeschermingsorganisatie IUCN is de beschermingsstatus 'onzeker' toegewezen (Data Deficient of DD).